# Arbetet
För andra betydelser, se Arbetet (olika betydelser).

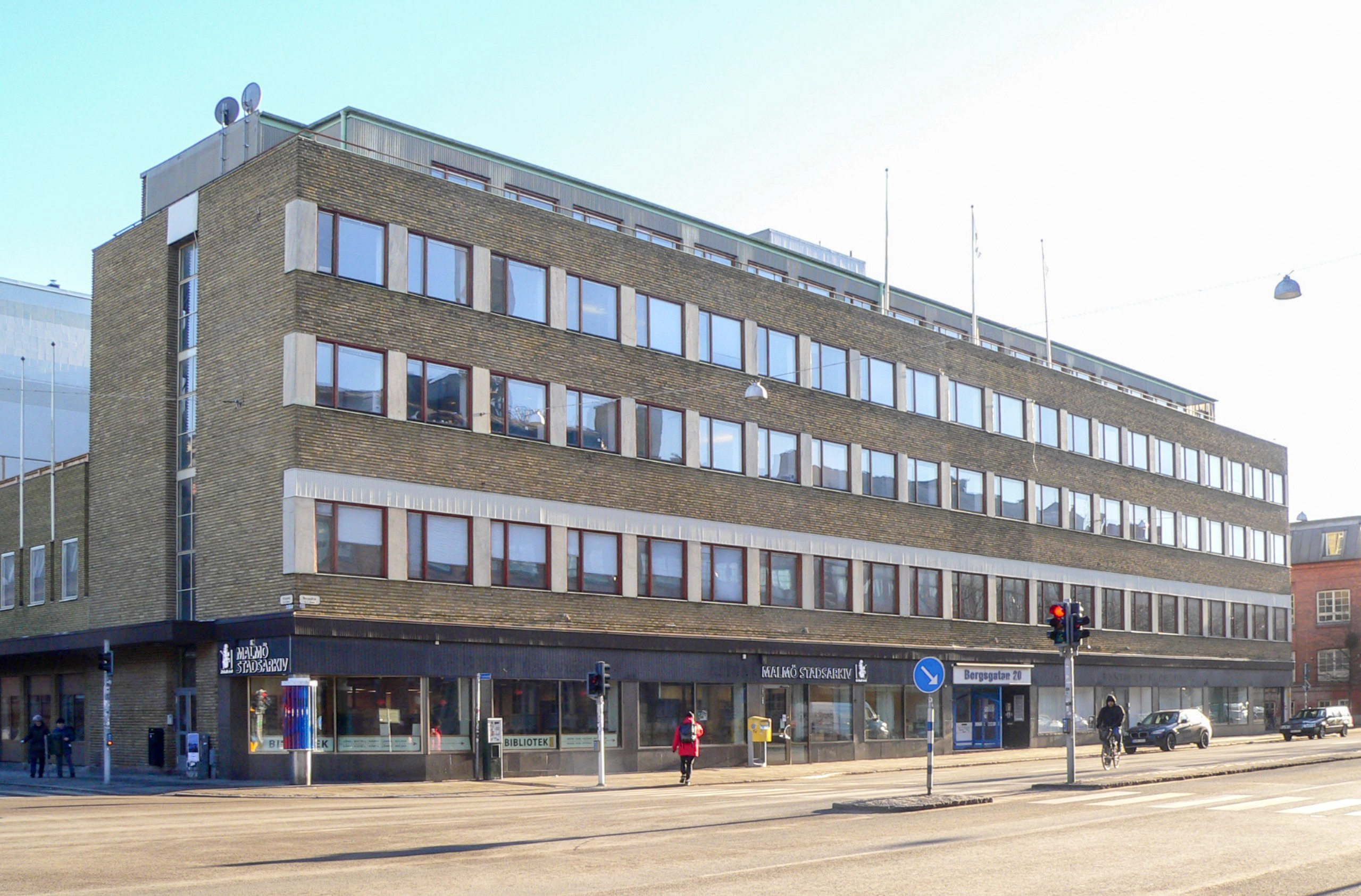
Arbetets tidigare hus vid Bergsgatan inrymmer nu bland annat Malmö stadsarkiv.

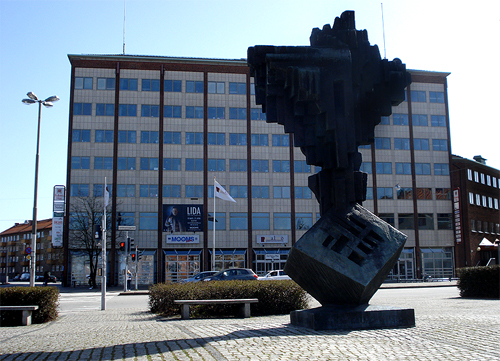
Skulpturen Till Axel Danielsson av Willy Gordon på Nobeltorget i Malmö. I bakgrunden Folkets hus.

Arbetet (förkortat Arbt) var en morgontidning med säte i Malmö, som startades 6 augusti 1887 och gavs ut fram till sista numret 30 september 2000.  

## Tidningens titel
Tidningens titel var vid starten Arbetet. Organ för klassmedveten arbetarerörelse. Fullständiga titeln var sedan 1900  Arbetet / Organ för Sveriges Socialdemokratiska Parti / Södra Distriktet. 1901 togs /Södra distriktet bort.
Arbetet var huvudtitel  till 1995–1999 då den blev Arbetet Nyheterna men återgick sista utgivningsåret 1999-2000 till Arbetet. Tidningen var under hela sin utgivning  socialdemokratisk. Tidningens västsvenska edition hade flera olika namn med tiden, men kallades från början Arbetet Väst.
I mars 2012 togs namnet Arbetet över av LO-Tidningen.

## Första historia
Arbetets första nummer gavs ut i Köpenhamn. Tidningen trycktes då hos N. Cohen. Men sen trycktes den i Malmö hos Central Tryckeriet ,som i september 1887 tog över till den 9 juni 1888, varefter Arbetets tryckeri tog över men bytte namn till Tryckeriaktiebolaget Framtiden från 3 januari 1894.
Malmötidningen Arbetet startades år 1887 av Axel Danielsson och var då dagstidning med endagarsutgivning. Den 3 april 1880 blev den tredagarstidning tisdag, torsdag och lördag. Från och med 1890 blev den eftermiddagstidning och utkom samtliga vardagar. Lördagstidningen utgavs tillsammans med en söndagsbilaga. Axel Danielsson blev dömd till fängelse i sammanlagt 18 månader i 5 tryckfrihetsmål och 2 injuriemål.

## Senare historia
1940 tog redaktören Nils Kjellström initiativet till Bokens dag i tidningens regi. Först 1945 utkom tidningen även på söndagar. År 1962 blev Arbetet åter  morgontidning, något som tidningen även var en period mellan 1918 och 1919. Från 1966 gavs en västsvensk edition ut, Arbetet Väst. Tidningens täckningsområde var framförallt Malmö, Lund och Göteborg samt omkretskommunerna närmast Malmö och Lund samt Göteborg. Omkretskommunerna var orter som Trelleborg, Svedala, Kävlinge, Mölndal, Partille och Kungälv. Från 1965 även Helsingborg då Skånska socialdemokraten/Nyheterna lades ner och blev Arbetets lokalavdelning. Tidningen hade under större delen av sin existens en mindre upplaga än den borgerliga lokalkonkurrenten Sydsvenska Dagbladet men var tidvis större, särskilt på 1940-talet och i slutet av 1980-talet.
Som socialdemokratisk tidning i en av Sveriges största städer hade Arbetet ett starkt inflytande jämfört med motsvarande lokaltidningar i andra städer. Chefredaktören under 1970-talet, Frans Nilsson, och Olof Palme umgicks flitigt med varandra även privat och många utspel av socialdemokratiska statsråd och politiker publicerades först i Arbetet. År 1978 utdelades det första årliga Låt leva-priset av Arbetets Låt leva-fond.
Tidningen var under slutet av 1980-talet den största skånska lokaltidningen med en upplaga på omkring 116 000 exemplar om dagen och större än lokalkonkurrenterna Sydsvenska Dagbladet och Skånska Dagbladet vilka bägge genomled en ekonomisk kris.
År 1992 gick A-Pressen i konkurs. Detta drabbade även Arbetet, men tidningen räddades av Skånes näringsliv och av lojala prenumeranter. Den drevs vidare av Nya Arbetet AB. Tidningen gjorde dock betydande förluster i upplaga och inte minst annonsintäkter i den då rådande djupa lågkonjunkturen. Eftersom tidningen var andratidning i såväl Malmö som Göteborg (edition Arbetet Väst) fick tidningen två presstöd. Arbetet fick därmed mest presstöd av alla dagstidningar eller ca 90 miljoner SEK om året. År 1994 avsattes flertalet personer i ledningsgruppen på initiativ av framförallt styrelseordföranden Göran Eliasson och Lennart Låftman. De genomdrev också tydliga redaktionella förändringar; det lokala nyhetsmaterialet drogs drastiskt ner och ersattes med ekonomi- och aktierelaterat material. För att ytterligare markera förändringen bytte tidningen namn till AN, uttytt som Arbetet Nyheterna. Förändringen uppskattades inte av läsarna och annonsörerna, vilka flydde tidningen. Trots utökat presstöd gick tidningen back med tiotals miljoner om året. Upplagan mer än halverades på några få år. 
I ett sista försök att rädda tidningen och vinna tillbaka annonsörerna och läsarna återtogs 1999 det gamla namnet Arbetet och tidningen övergick till tabloidformat. Den 21 augusti 2000 gick tidningen trots detta i konkurs sedan det stod klart att ingen var beredd att täcka upp underskottet, som vid det laget låg på närmare 100 miljoner kronor. Den 30 september 2000 utkom det sista numret av Arbetet. Upplagan var då mindre än 40 000 exemplar per dag.

## Redaktion
Arbetets redaktion fanns hela tiden i Malmö men under många år hade tidningen lokalredaktioner runt om i Skåne, och naturligt nog även i Göteborg.
Tidningen hade ofta två delar som kallades A-del och B-del eller del 1 och 2  med varierande deltitlar som Skåne, Sydsverige. Upplagan trycktes i olika editioner till exempel finns Kristianstads stads och län från 1 oktober 1927 till 30 september 1929. Periodisk bilaga var söndagsbilagan Framtiden utgiven 1904 till 1920 på lördagar samt med vissa uppehåll och varierande titlar till 1945. En gång i månaden kom Lantarbetarbladet 1908-1913. En sportbilaga började utges vid Rom OS i september 1960, som sedan hette Sporten året 1960 ut. Lundabladet var en regional bilaga för Lund, Kävlinge och Staffanstorp från 1979.
| Period         | Redaktör              | Period    | Ansvarig utgivare         | Kommentar      |
| -------------- | --------------------- | --------- | ------------------------- | -------------- |
| 1887–1899      | Axel Danielsson       | 1900–1904 | Axel Herman Ohlsson       | Cigarrarbetare |
| 1900–1908      | August Nilsson        | 1904–1926 | Axel Martin Sönnerdahl    | Red sekr       |
| 1908–1918      | Gunnar Löwegren       | 1926–1929 | Allan Georg Fredrik Vougt | Redaktör       |
| 1918–1924      | Arthur Engberg        | 1929–1944 | Axel Uhlen                | Redaktör       |
| 1924–1944      | Allan Vougt           | 1944–1957 | Gösta Netzén              | Redaktör       |
| 1944–1957      | Gösta Netzén          | 1957–1963 | Ivar Pierre               |                |
| 1958–1960      | Alvar Alsterdal (tf.) | 1963      | Thor Bylund               |                |
| 1961–1980      | Frans Nilsson         | 1963      | Frans Nilsson             | Redaktör       |
| 1980–1990      | Lars Engqvist         | 1963–1977 | Harry Ekblom              |                |
| 1990           | Bo Månsson (tf.)      | 1977–1980 | Börje Sehlin              |                |
| 1990–1995      | Anders Ferm           | 1980–1995 | Bo Näslund                |                |
| 1995 nov + dec | Bertil Månsson (tf.)  | 1995–1996 | Bertil Johansson          |                |
| 1996–2000      | Bo Bernhardsson       | 1996–1998 | Håkan Hermansson          |                |
| 1999–2000      | Mats Ekdahl           | 1999–2000 | Mats Ekdahl               | Redaktör       |

## Tidningens utgivningsfrekvens och utgivningstid
Från den 6 augusti 1887 till 31 mars var tidningen endagarstidning. Den kom sedan ut tre dagar i veckan tisdag, torsdag och lördag från 3 april 1888 till 29 mars 1890. Efter detta blev den eftermiddagstidning med utgivning sex dagar i veckan till 1945. Från den 7 oktober 1945 blev den daglig i bemärkelsen att den kom ut sju dagar i veckan. Till den 10 juni 1962 var den fortsatt en eftermiddagstidning. Undantag var söndagar och lördag då den kom ut på morgonen. Från 12 juni 1962 var den morgontidning sju dagar i veckan.

## Tryckning, format, pris och upplaga
Förlaget hette Tryckeri AB Framtiden  med säte i Malmö till 1989 därefter Arbetet AB 1989 till 1992, och efter A-pressens konkurs Nya Arbetet AB från 1 augusti 1992. Tidningen trycktes hela tiden i Malmö. Tidningen hade enbart antikva som typsnitt och trycktes i svart till 31 december 1954, varefter det blev svart + 1 färg till 1956 och 1957 blev det svart + 1-3 dvs tidningens trycktes bara ibland i fyrfärg men möjlighet fanns. Fyrfärgstrycket blev naturligt dominerande senare år. Tryckeriet hade namnet Tryckeriaktiebolaget Framtiden till 23 april 1989, sedan Arbetet AB till 31 juli 1992 och därefter Nya Arbetet AB. Satsytan var stor till 1983 då den så kallade rikstidningen kom ut i tabloidformat, medan lokaltidningen fortsatte i fullformatet 53 x 37 cm. Sidantalet för tidningen var 4 till 1913, och dubblades till 8 1915. Först efter 1925 blev det 10-16 sidor i tidningen. 1950 var det 12-18 sidor och på 1970-talet nåddes 26-38 sidor och det var i stort sett oförändrat 1980 med 24-48 sidor. Prisutvecklingen gick från 8,40 kr 1900 till 22,50 kr 1922 efter inflationen efter kriget. Priset var stabilt till 1945 då det nått 26 kr. Ända fram till 1965 var priset under 100 kr. 500 kr nåddes 1981 och 1000 kr överskreds inte före 1995. Priset ökade snabbt under åren efter 1995 vilket säkert bidrog till upplagetappet.
Upplagan var 1887 1500 exemplar. 1900 var den över 8000. 1910 nådde den 22 000. Den stagnerade sedan och var 1920 cirka 24 000. 40 000 ex nåddes 1947. Söndagsupplagan blev med åren nära dubbelt så stor som vardagsupplagan. 1967 nådde vardagsupplagan över 100 000 exemplar efter att Ny tids prenumeranter tillkommit i Västupplagan. 1978 redovisas 79 500 i Skåne och 24 400 i Västupplagan. Under 1990-talet tappar tidningen i upplaga till runt 90 000 exemplar. Det stora tappet blir med Arbetet Nyheterna då den faller till runt 55 000 exemplar på några få år.

## Arbetets arv
Fotbollspriset Diamantbollen till årets svenska kvinnliga fotbollsspelare instiftades av Arbetet tillsammans med Svenska Fotbollförbundet år 1990. Sedan konkursen 2000 övertog Sydsvenska Dagbladet Arbetets roll. 
Den siste chefredaktören Bo Bernhardsson gick vidare till att bli kolumnist för Skånska Dagbladet.
Efter konkursen startade några anställda från Arbetet Tidningsföreningen Efter Arbetet och gav ut tidningen Efter Arbetet, först fyra nummer om året och sedan som veckoslutstidning i samarbete med ETC Förlag. Numera är Efter Arbetet en nättidning med politiska kommentarer och debatt. 